# Klushuis
Een klushuis (ook wel: kluskrot) is een huis dat te koop staat voor een relatief lage prijs, waaraan nog veel verbouwd moet worden. Meestal staan deze woningen in probleemwijken, en wordt de verkoop van deze woningen door de gemeente en/of woningbouwvereniging geregeld. Vaak is er een opknapverplichting van toepassing.

## Doel
Het doel van de verkoop van dit soort woningen, is het meer leefbaar maken van een wijk. Tevens worden mensen met een laag inkomen, in staat gesteld een huis te kopen. Door allerlei clausules in de koopakte op te nemen, kan de gemeente de koper bijvoorbeeld verplichten onderhoud aan de woning te plegen. Ook wordt er vaak een anti-speculatiebeding in de koopakte opgenomen.
Kluskrotten zijn meestal ex-huurwoningen, met een achterstand in het onderhoud. Het kan ook zijn dat de woningen door de overheid zijn verkregen uit confiscatie, zoals in Den Haag, waar een huisjesmelker zijn panden kwijt raakte en deze door de gemeente als kluswoning gratis, maar met de verplichting om onder stringente voorwaarden het huis op te knappen, worden weggegeven.
Kluskrotten en -woningen staan met name in de grote steden zoals Amsterdam, Rotterdam en Den Haag.

## Wallisblok
Het Wallisblok in de wijk Spangen van de gemeente Rotterdam, een project waarbij huizen gratis werden weggegeven, heeft in 2006 de Job Dura Prijs gewonnen.